# Cục Xây dựng phong trào bảo vệ An ninh Tổ quốc (Việt Nam)
Cục Xây dựng phong trào bảo vệ An ninh Tổ quốc (V05) trực thuộc Bộ Công an Việt Nam là cơ quan đầu ngành giúp Bộ trưởng quản lý, điều hành về công tác xây dựng phong trào toàn dân bảo vệ An ninh tổ quốc.

## Lược sử
- Ngày 16/6/1967, Bộ trưởng Bộ Công an ký quyết định thành lập "Phòng theo dõi phong trào Bảo vệ trị an (BVTA) và xây dựng lực lượng Công an xã" trực thuộc Bộ Công an.
- Ngày 16/7/2007, Bộ trưởng Bộ Công an ký Quyết định số 916/2007/QĐ-BCA (X11) xác định ngày 16/6 hằng năm là ngày truyền thống của lực lượng Xây dựng phong trào toàn dân bảo vệ an ninh Tổ quốc (BVANTQ)

## Lãnh đạo hiện nay

#### Cục trưởng
- Thiếu tướng Tráng A Tủa[3][4]

#### Phó Cục trưởng
- Đại tá Nguyễn Phong Thịnh
- Thượng tá Nguyễn Thế Chi

## Tổ chức
- Phòng Tham mưu tổng hợp[4]
- Phòng Hướng dẫn công tác xây dựng phong trào[3]

## Khen thưởng
- Huân chương Quân công hạng Ba

## Lãnh đạo qua các thời kỳ

### Cục trưởng
- Thiếu tướng Nguyễn Đình Thuận, từ 2007–2013
- Trung tướng Nguyễn Văn Khảo, từ 2013–5.2018, nguyên Phó Chánh Văn phòng Bộ Công an (Việt Nam)
- Trung tướng Trần Thị Ngọc Đẹp, từ 5.2018–5.2020, nguyên Giám đốc Cảnh sát phòng cháy, chữa cháy thành phố Cần Thơ
- Thiếu tướng Nguyễn Thanh Trang, từ 5.2020–11.2021, nguyên Giám đốc Công an tỉnh Quảng Ngãi[5]
- Thiếu tướng Tráng A Tủa, từ 12.2021–nay, nguyên Giám đốc Công an tỉnh Điện Biên[4]

### Phó Cục trưởng
- Đại tá Lê Trọng Phúc
- Đại tá Bùi Quang Chi
- Đại tá Hoàng Văn Toàn
- Thiếu tướng Đặng Hoàng Đa, từ 10.2016–5.2022, nguyên Giám đốc Công an tỉnh Sóc Trăng.[6]
- Thượng tá Trần Quý Trường, từ 12.2021–nay, nguyên Trưởng phòng 3, Cục V05[4]